# Lispocephala fusca
Lispocephala fusca är en tvåvingeart som beskrevs av Malloch 1928. Lispocephala fusca ingår i släktet Lispocephala och familjen husflugor. Inga underarter finns listade i Catalogue of Life.